# Giả thuyết chi phí thực đơn
Giả thuyết chi phí thực đơn là một giả thuyết của kinh tế học Keynes mới nhằm lý giải hiện tượng giá cả cứng nhắc.
Trong kinh tế học, thuật ngữ "chi phí thực đơn" được sử dụng để chỉ một kiểu tác hại của lạm phát. Các nhà kinh tế học vĩ mô trường phái Keynes mới, mà tiên phong là George A. Akerlof, Janet L. Yellen, và N. Gregory Mankiw, xuất phát từ tác hại của việc thay đổi giá này mà lý luận như sau:
- Giả dụ có một cú sốc dẫn tới mất cân đối giữa tổng cung và tổng cầu khiến cho mức giá chung của nền kinh tế tăng lên, nghĩa là lạm phát.
- Trong ngắn hạn, mức tăng giá là không lớn. Nhưng việc sửa lại (in ấn, phân phát lại,...) các thực đơn, các báo giá để phản ánh sự tăng giá cả nhỏ nói trên lại không nhỏ. Các doanh nghiệp phải chịu chi phí lớn hơn những lợi ích mà họ thu được nếu tăng giá bán sản phẩm của mình.
- Vì vậy, các doanh nghiệp có xu hướng trong ngắn hạn sẽ không thay đổi giá cả. Và vì vậy, họ cũng không thay đổi mức tiền công trả cho lao động và cũng không thay đổi số lao động trong doanh nghiệp của mình.
- Thế có nghĩa là trong ngắn hạn, thị trường hàng hóa sẽ có thể có mất cân bằng. Tổn thất xã hội và tổn thất cá nhân (của doanh nghiệp) xảy ra, song tổn thất cá nhân nhỏ hơn tổn thất xã hội. Đây là một loại thất bại thị trường, và vì thế cần có sự can thiệp của nhà nước vào nền kinh tế.

Giả thuyết này dựa trên một số giả định quan trọng đó là:
- Doanh nghiệp phải là doanh nghiệp giữ khả năng chi phối thị trường, và các doanh nghiệp khác sẽ ngại tăng giá sản phẩm của mình khi thấy doanh nghiệp chi phối thị trường không tăng giá,
- Doanh nghiệp duy lý và dự tính được lạm phát,
- Mức thay đổi giá trong ngắn hạn là nhỏ và chỉ sau một thời kỳ dài thì mức thay đổi gộp lại mới lớn.

Kinh tế học Keynes truyền thống bị kinh tế học vĩ mô cổ điển mới phê phán rằng thiếu nền tảng kinh tế học vi mô khi khẳng định sự thất bại của thị trường trong ngắn hạn. Giả thuyết chi phí thực đơn là một trong những nỗ lực nhằm khắc phục khiếm khuyết đó.
Nhiều quan điểm cho rằng giả thuyết chi phí thực đơn là thiếu thuyết phục (Golosov và Lucas, 2003), trong đó có cả quan điểm của chính các nhà kinh tế học Keynes mới. Lưu trữ ngày 28 tháng 7 năm 2007 tại Wayback Machine